# Kvithovden
Kvithovden är en bergstopp i Antarktis. Den ligger i Östantarktis. Norge gör anspråk på området. Toppen på Kvithovden är 2 202 meter över havet, eller 84 meter över den omgivande terrängen. Bredden vid basen är 1,7 km.
Terrängen runt Kvithovden är varierad. Trakten är obefolkad. Det finns inga samhällen i närheten. 